# Andrés Quejada
Andrés Felipe Quejada Murillo (Jamundí, Valle del Cauca, Colombia; 21 de noviembre de 1985) es un futbolista colombiano. Juega de defensa central y su equipo actual es el Atlético Marte de la Primera División de El Salvador.

## Trayectoria

### América de Cali
Debutó profesionalmente con América de Cali, contra deportes tolima  el 29 de octubre de 2006, de la mano del paraguayo Gerardo González, entonces técnico escarlata. Se mantuvo en el club hasta mediados de 2007, cuando fue cedido al Unión Magdalena.

### Unión Magdalena
Para el segundo semestre de 2007 se va cedido al Unión Magdalena, equipo con el que disputó los 18 juegos del Torneo Finalización 2007.

### América de Cali
En 2008, a petición de Diego Edison Umaña, regresó a la institución escarlata y fue inscrito para la Copa Sudamericana 2008, teniendo, así, su primera experiencia de roce internacional. El 21 de diciembre de ese año se consagra campeón de la Categoría Primera A.

### Deportes Palmira
Entre 2009 y 2010 defendió los colores del Deportes Palmira.

### Anhui Jiufang
En 2010 fichó por el Anhui Jiufang de la China League One, pero luego de unos meses el club desapareció.

### Sucre FC
En 2012 regresó a Colombia para jugar con el Sucre FC de la Primera B.

### Cortuluá
En 2013 ficha por el Cortuluá, con el cual dos años después consigue ascender a la primera categoría del fútbol colombiano. El 30 de enero de 2015, tras varios años, vuelve a disputar un partido de primera división durante el empate de 1 a 1 contra Envigado. 

### Deportivo Pereira
El 25 de enero de 2016 se confirma su incorporación al Deportivo Pereira. Con el cuadro matecaña disputó 36 juegos y anotó 3 goles.

### Fortaleza
Para el primer semestre de 2017 refuerza al Fortaleza. Su debut sería el 18 de febrero contra Valledupar en la derrota por 0-1. 

### Olimpia
El 11 de julio de 2017 arribó a Honduras para firmar contrato con el Olimpia de la Liga Nacional de Honduras, a petición de Carlos Restrepo Isaza.

## Clubes
| Club                | País                | Temporada           | Partidos | Goles |
| ------------------- | ------------------- | ------------------- | -------- | ----- |
| América de Cali     | Colombia            | 2006 - 2007         | 3        | 0     |
| Unión Magdalena     | Colombia            | 2007                | 18       | 1     |
| América de Cali     | Colombia            | 2008                | 1        | 0     |
| Deportes Palmira    | Colombia            | 2009 - 2010         | 15       | 1     |
| Anhui Jiufang       | China               | 2010 - 2011         | 12       | 0     |
| Sucre               | Colombia            | 2012                | 6        | 2     |
| Cortuluá            | Colombia            | 2013 - 2015         | 111      | 6     |
| Deportivo Pereira   | Colombia            | 2016                | 36       | 3     |
| Fortaleza           | Colombia            | 2017                | 15       | 1     |
| Olimpia             | Honduras            | 2017                | 15       | 0     |
| Orense              | Ecuador             | 2018                | 18       | 1     |
| Águila              | El Salvador         | 2018 - 2021         | 75       | 4     |
| Atlético Marte      | El Salvador         | 2021 - Presente     |          |       |
| Total en su carrera | Total en su carrera | Total en su carrera | 325      | 19    |

## Palmarés

### Campeonatos nacionales
| Título                    | Club            | País        | Año  |
| ------------------------- | --------------- | ----------- | ---- |
| Torneo Finalización       | América de Cali | Colombia    | 2008 |
| Liga Mayor de El Salvador | Águila          | El Salvador | 2019 |
| Campeón de campeones      | Águila          | El Salvador | 2019 |
| Supercopa de El Salvador  | Águila          | El Salvador | 2019 |

### Campeonatos internacionales
| Título        | Club    | País     | Año  |
| ------------- | ------- | -------- | ---- |
| Liga Concacaf | Olimpia | Honduras | 2017 |